# Teabagging

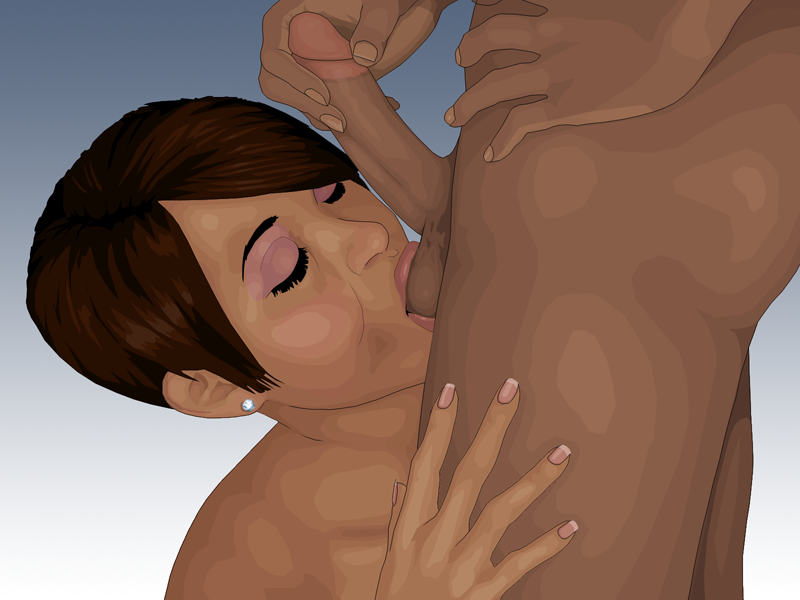
Een vrouw stimuleert oraal het scrotum van haar partner.

Teabagging is een Engelse term voor een seksuele handeling waarbij een partner de balzak in de mond neemt en deze in en uit de mond schuift.
Het scrotum met testikels is gevoelig en behoort tot de erogene zones. Vaak begint het met kussen, zuigen en zachtjes trekken aan de balzak met de lippen van de partner, waarna deze het in de mond kan zuigen dan wel de man deze in de mond van zijn partner kan laten zakken. Stimulatie door middel van teabagging kan onderdeel zijn van het seksuele voorspel of als genot op zichzelf. 
De naam voor deze handeling komt van de gelijkenis van het onderdompelen van een theezakje in een kopje warm water. Uitsluitend teabagging uitvoeren heeft een laag risico voor soa’s.